# Information Control Division
Information Control Division (ICD) war eine Zensurabteilung der amerikanischen Besatzungszone in Deutschland mit dem Ziel der Redemokratisierung nach dem Zweiten Weltkrieg. Mit der Gründung der Bundesrepublik Deutschland beendete sie 1949 ihre Arbeit und gab die Regulierung der Presse wieder an Deutschland zurück.

## Geschichte

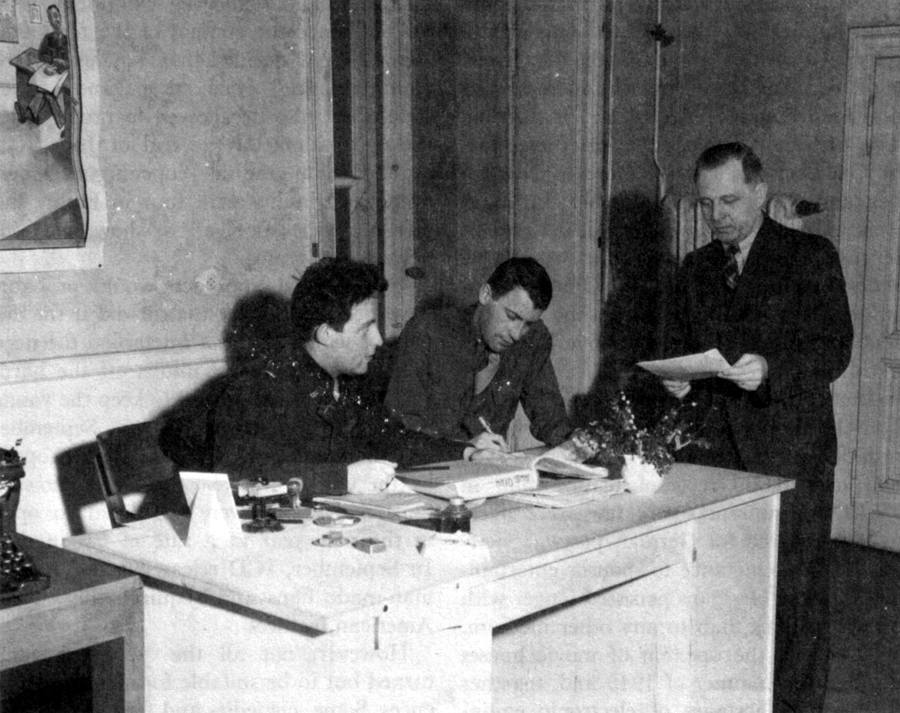
Information Control Division clearance

Die ICD wurde durch Umbenennung der Psychological Warfare Division des SHAEF unter Robert A. McClure gegründet. McClure beschrieb es als „Übergang von der Propaganda- zur Kontrollphase“. Sie arbeitete zunächst selbstständig mit dem OMGUS zusammen, wurde im Februar 1946 jedoch eingegliedert.
Ziel der ICD war anfangs die „Konsolidierung der Propaganda“, um die deutsche Bevölkerung zur Mitarbeit beim Wiederaufbau notwendiger Infrastruktur zu bewegen (Kommunikation) und eine öffentliche Meinung zu erzeugen, die den Nachkriegszielen der Alliierten entsprachen (Kontrolle und Wiederherstellung). Gemäß Potsdamer Abkommen bestanden diese Ziele aus Demilitarisierung, Re-Demokratisierung, Entnazifizierung und Dezentralisierung. Die Umerziehung wurde dreiphasig geplant: Nach kompletter Schließung aller Medien begann der Betrieb einzelner Informationsinstrumente durch die U.S. Army, die zuletzt durch Lizenzvergabe an sorgfältig ausgewählte Deutsche zu übergeben waren.
Die ICD war integraler Bestandteil der US-Militärregierung USFET und bestand aus fünf Kontrolleinheiten, die jeweils für Radio, Presse, Film, Theater und Musik sowie Publikationen zuständig waren. Eine sechste Einheit, die Intelligence Branch, beobachtete die öffentliche Meinung mit den Schwerpunkten Kirche, Jugend und deutsche Verwaltung. Unterhalten wurden zwei Hauptfeldagenturen: das Theater Information Services Control Command (TISCC) und die Information Control Section im amerikanischen Sektor Berlins.
Anfangs publizierte man acht deutsche Tageszeitungen mit einer Million Exemplaren Auflage täglich sowie fremdsprachige Tageszeitungen für Displaced Persons und Kriegsgefangene in doppelter Höhe. Im Juli 1946 schrieb McClure an seinen Freund und Berufskollegen Charles Douglas Jackson, dass die ICD nun 37 Tageszeitungen, 6 Radiostationen, 314 Theater, 642 Kinos, 101 Journale, 7384 Buchhändler und Druckereien sowie 237 Buchverlage kontrolliere. Selbst führte sie 15 Meinungsumfragen monatlich durch, publizierte eine Zeitung mit 1,5 Mio. Exemplaren täglich sowie 3 Magazine. Sie betrieb die DANA, den Vorläufer der dpa, und 20 Bibliothekszentren. Presselizenzen waren zu der Zeit an 73 Deutsche, überwiegend Sozialdemokraten, vergeben worden. Ab August 1945 wechselte die ICD von der Vor- zur Nachzensur der Medien.
Um die gewünschten Ziele zu erreichen, produzierte die ICD auch Kurzfilme, etwa über deutsche Konzentrationslager und die Nürnberger Prozesse, die meist über Newsreel verbreitet wurden und die politische Bildung beeinflussen sollten. Wirklichen Erfolg brachten jedoch erst Unterhaltungsfilme, die die amerikanische Lebensart vermittelten.
Auf einer schwarzen Liste der ICD befanden sich unter anderen Norbert Schultze und Wilhelm Furtwängler, Siegfrieds Trauermarsch aus Wagners Götterdämmerung, Strauss’ Ein Heldenleben (Spielverbot an Hitlers Geburtstag), Sibelius Finlandia oder Chopins Revolutionsetüde.
Mit dem Kalten Krieg begann eine interne Auseinandersetzung über Mitarbeiter wie Saul K. Padover und Cedric Belfrage, die selbst Kommunisten waren und Lizenzen oder Funktionen an solche vergeben hatten. Begünstigt worden waren etwa Wilhelm Gerst (Editor, Frankfurter Rundschau), Emil Carlebach, Hans Mayer (politischer Chef bei Radio Frankfurt), Rudolf Agricola (DENA) und Heinz Norden. Einige flohen daraufhin in die Sowjetische Besatzungszone, andere mussten sich vor dem Komitee für unamerikanische Umtriebe verantworten.

## Lizenzierte Medien und Produktionen (Auswahl)
- Aachener Nachrichten, Frankfurter Rundschau, Die Mitteilung, Rhein-Neckar-Zeitung, Süddeutsche Zeitung, Der Tagesspiegel, Stuttgarter Zeitung, Badische Neueste Nachrichten, Die Neue Zeitung, Heilbronner Stimme, Main-Post, Mittelbayerische Zeitung
- Radio Stuttgart, Radio München, Radio Frankfurt (alle drei mit Programmen von Radio Luxemburg)
- Die Todesmühlen/Death Mills, Kurz-Dokumentarfilm, Drehbuch: Hanuš Burger; Kommentar: Oskar Seidlin; Schnitt-Überwachung: Billy Wilder
- Deutsche Nachrichtenagentur (DENA)

## Publikationen und Dokumente der ICD
- Fair Practice Guide for German Journalists/Wegweiser zu gutem Journalismus. An Informal Document. Hrsg. vom Office of Military Government for Bavaria, Information Control Division, Press Control Branch, München 1947 (22 S., in Englisch und Deutsch).
- Fair Practice Guide for Bavarian Newspapers. An Informal Document. Hrsg. vom Office of Military Government for Bavaria, Information Control Division, Press Control Branch, München 1947 (31 S.).
- Coburger Presse-Tagung 1947. Ansprachen und Diskussionsreden. Treffen deutscher Zeitungsverleger der amerikanischen Zone mit Vertretern der ausländischen Presse/Coburg Press Convention. Office of Military Government for Bavaria, Information Control Division, Press Branch, München 1947 (53, 46 S.).
- Brewster S. Chamberlin (Hrsg.): Kultur auf Trümmern. Berliner Berichte der amerikanischen Information Control Section Juli–Dezember 1945. DVA, Stuttgart 1979, ISBN 3-421-01918-5 (Schriftenreihe der Vierteljahrshefte für Zeitgeschichte, Band 39).